# Ross Birrell
Ross Birrell (* 1969 in Paisley) ist ein schottischer Konzeptkünstler.

## Leben und Werk
Ross Birrell lehrt an der Glasgow School of Art. Er verwendet als künstlerische Medien Filme, Skulpturen, Installationen, Musik, Texte, Veranstaltungen und Publikationen.
Seine Arbeit „The Transit of Hermes“ zur documenta 14 beschrieb Birrell als ein „mobiles, partizipatorisches, menschlich-pferdeartiges, 100 Tage andauerndes Ensemble“. Vier Reiter legten während der 100-tägigen documenta die Strecke von Athen nach Kassel mit Pferden zurück – und zeichneten damit auch eine der Fluchtrouten quer durch Europa nach.